# (1165) Imprinetta
(1165) Imprinetta es el asteroide número 1132 situado en el cinturón principal. Fue descubierto por el astrónomo Hendrik van Gent desde la estación meridional de Leiden en Johannesburgo, República Sudaficana, el 24 de abril de 1930. Su designación alternativa es 1930 HM. Está nombrado en honor a la esposa del descubridor.